# Moskorzew
Moskorzew è un comune rurale polacco del distretto di Włoszczowa, nel voivodato della Santacroce.
Ricopre una superficie di 71,29 km² e nel 2006 contava 2 930 abitanti.